# Azerbaijão nos Jogos Olímpicos
O Azerbaijão participou pela primeira vez dos Jogos Olímpicos como país independente em 1996, e mandou atletas para competirem em todos os Jogos desde então.
Anteriormente, atletas do país competiram como parte da União Soviética de 1952 a 1988, e após a dissolução da União Soviética, o Azerbaijão fez parte do Time Unificado em 1992.
Atletas do país já ganharam 26 medalhas nos Jogos Olímpicos de Verão, nas Lutas, no Tiro Esportivo, no Boxe, no Judô e no Halterofilismo. O país nunca ganhou medalhas nos Jogos Olímpicos de Inverno.
O Comitê Olímpico Nacional do Azerbaijão foi criado em 1992 e reconhecido pelo COI em 1993. Sua última grande competição foi nos Jogos Olímpicos de Inverno de 2022.

## Medalhistas
| Medalha           | Nome                    | Jogos        | Esporte        | Evento                           |
| ----------------- | ----------------------- | ------------ | -------------- | -------------------------------- |
| Medalha de prata  | Namig Abdullayev        | 1996 Atlanta | Lutas          | Luta livre até 52 kg             |
| Medalha de ouro   | Zemfira Meftakhetdinova | 2000 Sydney  | Tiro           | Skeet feminino                   |
| Medalha de ouro   | Namig Abdullayev        | 2000 Sydney  | Lutas          | Luta livre até 54 kg             |
| Medalha de bronze | Vugar Alakbarov         | 2000 Sydney  | Boxe           | Peso médio                       |
| Medalha de ouro   | Farid Mansurov          | 2004 Atenas  | Lutas          | Greco-romana até 66 kg           |
| Medalha de bronze | Fuad Aslanov            | 2004 Atenas  | Boxe           | Peso mosca                       |
| Medalha de bronze | Aghasi Mammadov         | 2004 Atenas  | Boxe           | Peso galo                        |
| Medalha de bronze | Irada Ashumova          | 2004 Atenas  | Tiro           | Pistola esportiva                |
| Medalha de bronze | Zemfira Meftakhetdinova | 2004 Atenas  | Tiro           | Skeet feminino                   |
| Medalha de ouro   | Elnur Mammadli          | 2008 Pequim  | Judô           | Até 73 kg masculino              |
| Medalha de prata  | Rovshan Bayramov        | 2008 Pequim  | Lutas          | Greco-romana até 55 kg masculino |
| Medalha de prata  | Vitaliy Rahimov         | 2008 Pequim  | Lutas          | Greco-romana até 60 kg masculino |
| Medalha de bronze | Mariya Stadnik          | 2008 Pequim  | Lutas          | Livre até 48 kg feminino         |
| Medalha de bronze | Movlud Miraliyev        | 2008 Pequim  | Judô           | Até 100 kg masculino             |
| Medalha de bronze | Khetag Gazyumov         | 2008 Pequim  | Lutas          | Livre até 96 kg masculino        |
| Medalha de bronze | Shahin Imranov          | 2008 Pequim  | Boxe           | Peso pena                        |
| Medalha de ouro   | Toghrul Asgarov         | 2012 Londres | Lutas          | Livre até 60 kg masculino        |
| Medalha de ouro   | Sharif Sharifov         | 2012 Londres | Lutas          | Livre até 84 kg masculino        |
| Medalha de prata  | Rovshan Bayramov        | 2012 Londres | Lutas          | Greco-romana até 55 kg masculino |
| Medalha de prata  | Mariya Stadnik          | 2012 Londres | Lutas          | Livre até 48 kg feminino         |
| Medalha de bronze | Khetag Gazyumov         | 2012 Londres | Lutas          | Livre até 96 kg masculino        |
| Medalha de bronze | Valentin Hristov        | 2012 Londres | Halterofilismo | Até 56 kg masculino              |
| Medalha de bronze | Emin Ahmadov            | 2012 Londres | Lutas          | Greco-romana até 74 kg masculino |
| Medalha de bronze | Yuliya Ratkevich        | 2012 Londres | Lutas          | Livre até 55 kg feminino         |
| Medalha de bronze | Teymur Mammadov         | 2012 Londres | Boxe           | Peso pesado                      |
| Medalha de bronze | Magomedrasul Majidov    | 2012 Londres | Boxe           | Peso superpesado                 |

## Quadro de Medalhas

### Medalhas nos Jogos de Verão
| Jogos               | Ouro | Prata | Bronze | Total |
| 1996 Atlanta        | 0    | 1     | 0      | 1     |
| 2000 Sydney         | 2    | 0     | 1      | 3     |
| 2004 Atenas         | 1    | 0     | 4      | 5     |
| 2008 Pequim         | 1    | 2     | 4      | 7     |
| 2012 Londres        | 2    | 2     | 6      | 10    |
| 2016 Rio de Janeiro | 1    | 7     | 10     | 18    |
| 2020 Tóquio         | 0    | 3     | 4      | 7     |
| Total               | 7    | 14    | 28     | 49    |

### Medalhas nos Jogos de Inverno
| Jogos               | Ouro | Prata | Bronze | Total |
| 1998 Nagano         | 0    | 0     | 0      | 0     |
| 2002 Salt Lake City | 0    | 0     | 0      | 0     |
| 2006 Turim          | 0    | 0     | 0      | 0     |
| 2010 Vancouver      | 0    | 0     | 0      | 0     |
| 2014 Sóchi          | 0    | 0     | 0      | 0     |
| 2018 Pyeongchang    | 0    | 0     | 0      | 0     |
| 2022 Pequim         | 0    | 0     | 0      | 0     |
| Total               | 0    | 0     | 0      | 0     |

### Medalhas por Esporte
| Jogos     | Ouro | Prata | Bronze | Total |
| Boxe      | 0    | 1     | 8      | 9     |
| Canoagem  | 0    | 1     | 1      | 2     |
| Caratê    | 0    | 2     | 0      | 2     |
| Judô      | 1    | 2     | 2      | 5     |
| Lutas     | 4    | 8     | 13     | 25    |
| Taekwondo | 1    | 0     | 2      | 3     |
| Tiro      | 1    | 0     | 2      | 3     |
| Total     | 7    | 14    | 28     | 49    |